# Secret du Roi
Le Secret du Roi est un service secret chargé d'établir des canaux de diplomatie parallèles sous le règne du roi Louis XV.
Pendant une vingtaine d'années, Louis XV divisa ainsi sa diplomatie en deux réseaux, l'un officiel et l'autre clandestin, ce dernier visant notamment à promouvoir les intérêts du souverain lorsque ceux-ci n'étaient pas pleinement alignés avec ceux de la politique étrangère officielle du royaume.
Le Secret du Roi, héritier d'une tradition déjà longue de diplomatie parallèle sous l'Ancien Régime, apparaît ainsi comme la première institutionnalisation d'un « service secret bureaucratique en France », faisant entrer le pays dans l'ère du renseignement moderne. On peut ainsi le considérer comme le lointain ancêtre des services français contemporains, comme le BCRA et la DGSE.

## Histoire

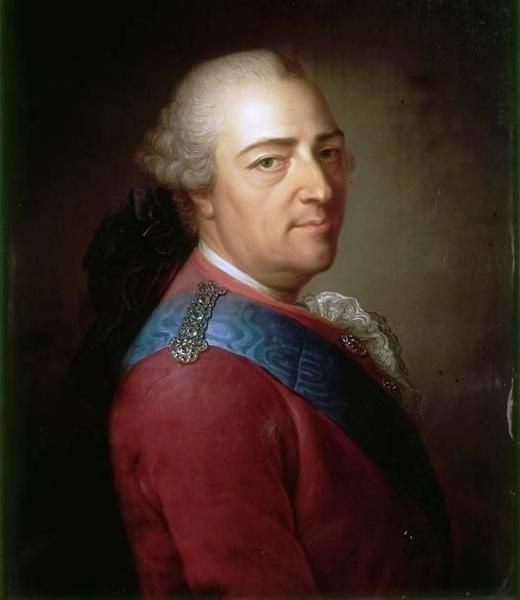
Le roi Louis XV.

### Louis XV, roi du secret
Louis XV, homme intelligent mais profondément timide, est d'une nature très secrète. Le roi, par manque de confiance en lui, accepte de se plier aux décisions de politique étrangère prise à la majorité des membres de son conseil. Toutefois méfiant envers les fonctionnaires en place, il cherche à conserver l'initiative, sans s'opposer frontalement à ses ministres : c'est le rôle que va prendre le Secret du Roi. L'historien Pierre Muret considère que celui-ci n'est ainsi pas tant « l'œuvre d'un dilettante qui s'ennuie, que l'exagération d'un système conçu pour rester le maître aux moindres frais ».
Si l'histoire du renseignement en France peut être remontée à la politique du cardinal de Richelieu et de son « éminence grise », le père Joseph, et à l'établissement du Cabinet noir, chargé de l'inquisition postale et de cryptographie, l'action de Louis XV va porter une profonde innovation par la création de ce service clandestin structuré et organisé au sommet de l’État. Dès 1741, des aventuriers, précurseurs des futurs agents du Secret du Roi, le marquis de La Chétardie et Jean Armand de Lestocq, vont être impliqués dans la révolution de palais qui, en Russie, va permettre à Élisabeth de monter sur le trône, et à la France d'influer sur la politique extérieure de la tsarine.

### Composition et fonctionnement
Le Secret du Roi est fondé progressivement vers 1746. Il est successivement dirigé par le prince de Conti (écarté sous l'influence de Madame de Pompadour), par Jean-Pierre Tercier, puis par le comte de Broglie, et compte jusqu'à trente-deux agents. Parmi eux, on peut notamment citer le comte de Vergennes, le maréchal de Noailles, le baron de Breteuil, le chevalier d’Éon, Durand de Distroff, Théveneau de Morande, ou encore Beaumarchais.
Le Secret du Roi comprenait un service de renseignements (rapports oraux, interception de lettres) et un service de correspondance à l'étranger permettant les actions de diplomatie parallèle (réseau d’agents secrets à l’étranger que le roi payait sur sa cassette). Cette politique étrangère parallèle à la diplomatie officielle, et parfois très différente de cette dernière, demeure inconnue des autres conseils royaux qui ignorent l'existence du Secret du Roi. Comme tout service de renseignement et d'influence, le Secret travaille également à influer sur la politique extérieure des États européens. Ses agents ont toute latitude pour arriver à leurs fins par les moyens de leur choix, même illégaux.
L'existence du Secret fut découverte quelques jours avant la mort de Louis XV, en 1774. À l'avènement de son petit-fils, Louis XVI, le Secret fut dissous. Cependant, ses agents, toujours actifs, notamment le comte de Broglie, s'efforcèrent de jouer un rôle important dans la guerre d'indépendance américaine, Beaumarchais fournissant ainsi des armes aux Insurgents.

### Objectifs poursuivis

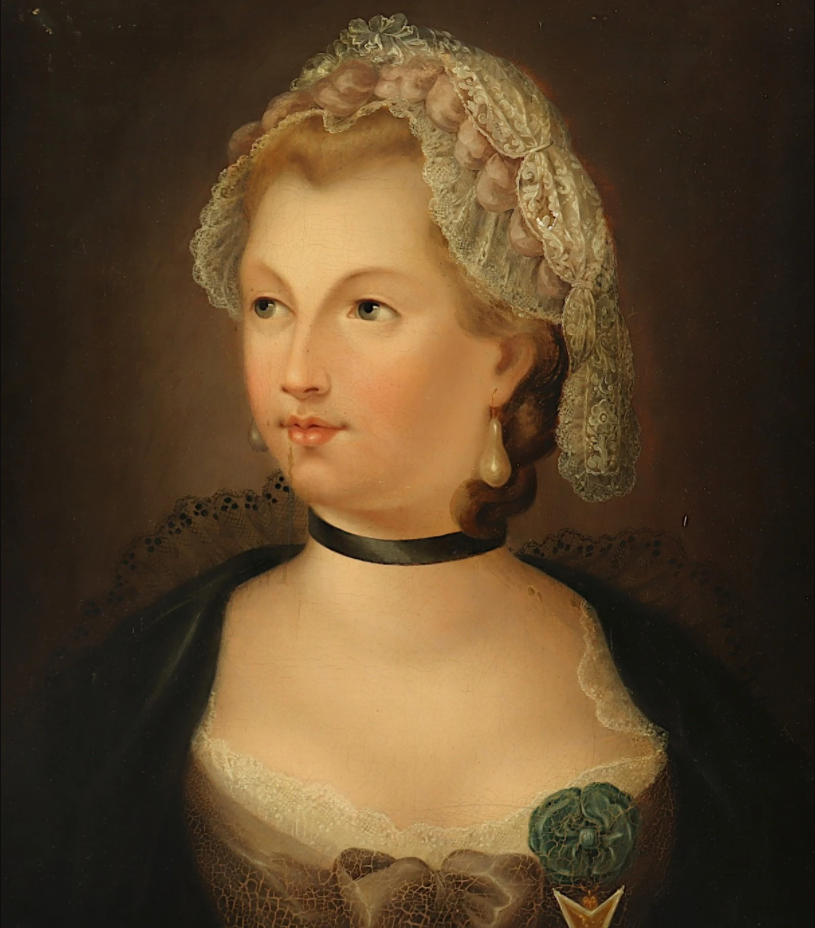
Le chevalier d'Éon, célèbre espion du Secret du Roi.

Le principal objectif du Secret du Roi est d'augmenter l'influence de la France en Europe de l'Est dans les contextes successifs de la guerre de Succession d'Autriche et de la guerre de Sept Ans. Il s'agit tout à la fois d’éviter que la Russie ne s'implique trop dans les affaires européennes, de s’allier avec les pays nordiques, de maintenir des liens avec la Turquie et de surveiller l’Autriche.
Dans cette optique, le Secret tâche d'influencer les voix et les partis afin d'installer le prince de Conti, cousin du roi dont il est un proche, sur le trône de Pologne. À l'époque, la république des Deux Nations est en effet une monarchie élective, dont le souverain était désigné par la noblesse polonaise. La France avait d'autant plus de vues sur cette couronne que Henri III, dernier souverain de la maison de Valois, avait d'abord régné sur la Pologne de 1573 à 1575, que le propre grand-père du prince, François-Louis de Bourbon-Conti avait lui-même été élu roi de Pologne en juin 1697, sans toutefois pouvoir en ceindre la couronne, et que la reine Marie était la fille du roi déchu de Pologne Stanislas Leszczynski. La France ne pouvant être impliquée officiellement dans ces intrigues, dans la mesure où elle était alliée à la Pologne dans le contexte de la guerre de Succession d'Autriche, c'est donc le Secret du Roi qui a la charge d'agir clandestinement, en vain, pour favoriser l'élection du prince de Conti.
Le Secret s'efforce également de nouer une alliance avec l'Autriche et la Russie, afin de les écarter de la Prusse et de la Grande-Bretagne. Louis XV songe par la suite à une alliance entre la Suède, la Prusse et la Pologne, pour faire face à l'alliance austro-russe. Ces objectifs se soldant par des échecs, le service — notamment le chevalier d'Éon — travaille, peu après la guerre de Sept Ans, à la préparation d'un débarquement français en Angleterre, conçu comme une revanche après l'humiliation du traité de Paris, mais qui n'eut finalement jamais lieu.